# 想い出のリヴァプール
想い出のリヴァプール(Liverpool 8)は、2008年に発表されたリンゴ・スターのアルバム。

## 解説
このアルバムは、『ヴァーティカル・マン〜リンゴズ・リターン』以来共同でアルバムをプロデュースしてきたマーク・ハドソン、及びバックバンドとして楽曲の制作やプロモーション活動を行ってきたThe Roundheadsと制作した、最後のオリジナルアルバムである。また、『グッドナイト・ウィーン』以来34年ぶりのEMIからのリリースとなった。
この作品も、前作と同じようにマーク・ハドソンとの共同プロデュース作品として、2007年6月にリリースされる予定だった。しかし、制作途上で2人の関係が悪化したために、制作が一時頓挫した。その後、新たにデイヴ・スチュワートが共同プロデューサーとして迎えられて、制作は続けられた。
このアルバムは従来のCDに加えて、MP3によるダウンロード、さらにはUSBリストバンドによって販売された。このUSBリストバンドは、USBフラッシュメモリーが手首に巻きつくように改良されていて、全曲がMP3フォーマットで収録されているのに加えて、リンゴとのインタビュー及び各トラックのコメント、さらには写真が収められている。
タイトルチューンの「想い出のリヴァプール」はシングルカットされ、CD及びレコードで発売された。

## 収録曲
1. 想い出のリヴァプール - Liverpool 8
2. 君を慕いて - Think About You
3. 愛のために - For Love
4. 彼女がいなくなった今 - Now That She's Gone Away
5. 過ぎ去りし想い出 - Gone Are The Days
6. やってみてごらん - Give It A Try
7. タフ・ラヴ - Tuff Love
8. ハリーズ・ソング - Harry's Song
9. パソドブレ - Pasodobles
10. 君が望む愛 - If It's Love That You Want
11. 愛 - Love Is
12. 用意はいいかい？ - R U Ready?